# Max Gaines
Maxwell Charles Gaines, abreviado M.C. Gaines, también conocido como Charles Gaines, o como Charlie Gaines (nacido Maxwell Ginsburg o Maxwell Ginzberg c. 1894; falleció el 20 de agosto de 1947) fue un editor de cómic estadounidense.

## Biografía
Max Gaines fue un precursor en el formato de comic book, fundador de la editorial EC, Educational Comics, que reeditaba tiras de prensa y luego material propio. Así publicó series como Picture Stories from the Bible (al español Historias de la Biblia dibujadas) y biografías de grandes personajes de la Ciencia y la Historia y otros de animalitos parlantes.
Se convirtió más tarde en coeditor de All-American Publications, editora de comic books que introdujeron personajes ficticios de la talla de Green Lantern, Wonder Woman o Hawkman.